# Чхеидзе, Давид Мелитонович
Давид Мелитонович Чхеидзе (груз. დავით მელიტონის ძე ჩხეიძე, псевдоним — Диа Чианели, 1890, Дими, Кутаисская губерния, Российская империя — 1937) — писатель, общественный деятель. Член Учредительного собрания Грузии, был председателем Союза писателей Западной Грузии и несколько лет проработал директором Кутаисского театра. Отец кинорежиссёра Резо Чхеидзе.

## Биография

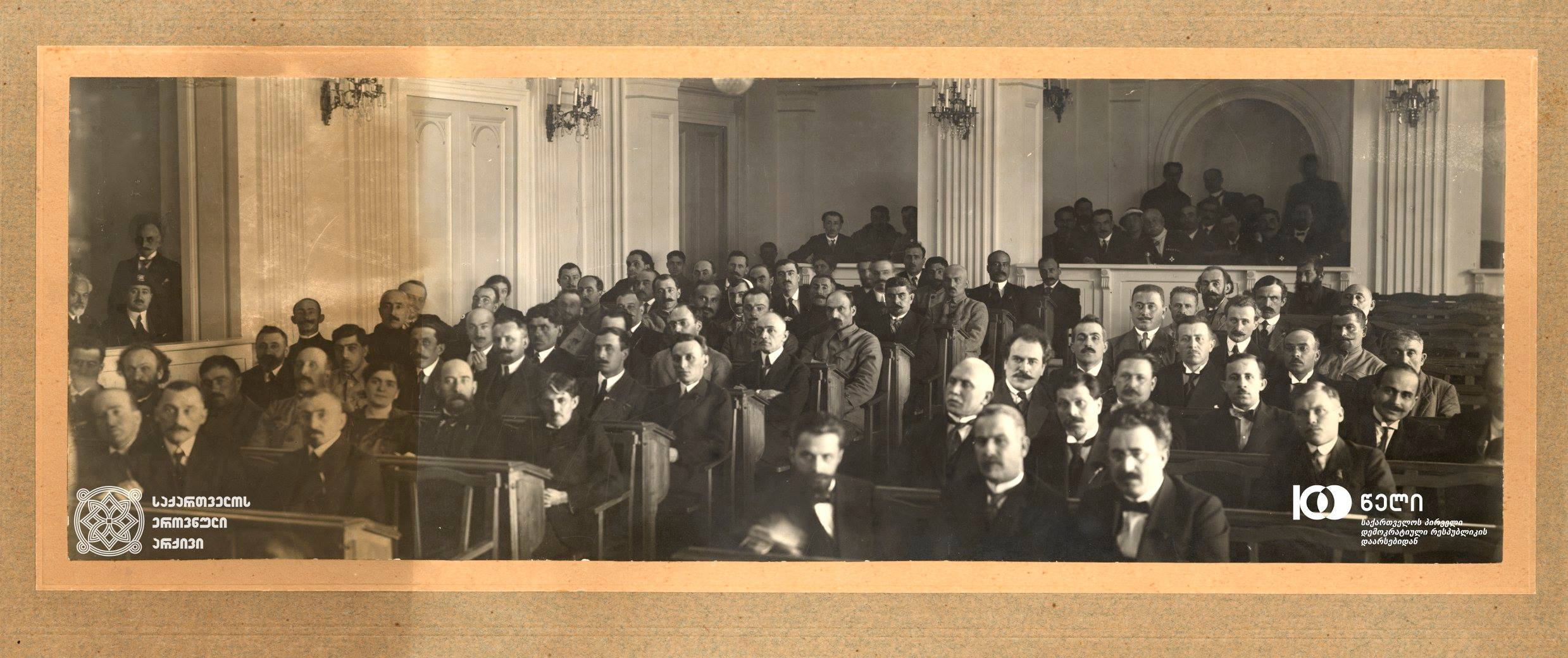
Учредительное собрание Грузии. Чхеидзе левая сторона

Писатели — делегаты Первого съезда советских писателей. 1934 год, Москва. Диа Чианели — во втором ряду второй слева.

Окончил филологический факультет Харьковского университета.
В 1915 году выслан в Баку за революционную деятельность. Работал учителем.
В 1917—1933 годах преподавал в школе в Кутаиси, в 1933—1937 годах — в Кутаисском педагогическом институте.
В 1933—1934 возглавлял Кутаисский театр. Участник Первого съезда советских писателей (1934).
Первая книга «Осенние слезы» была издана в 1918 году. Основным произведением Чхеидзе является роман «Георгий Дарана», изданный в 1929 году. В 1933 году вышел в свет сборник «Орби».
Репрессирован, расстрелян в 1937 году.